# Marta Waliczek
Marta Waliczek (ur. 11 lipca 1987 w Bielsku-Białej) – polska zawodniczka MMA oraz kick-bokserka. Mistrzyni świata w kick-boxingu z 2011, złota medalistka The World Games 2017, mistrzyni rosyjskiej organizacji Battle of Volga 2018, mistrzyni organizacji FEN w kickboxingu 2018 (formuła K-1).

## Kariera w kick-boxingu
Waliczek zaczynała od karate w wieku 12 lat. W kick-boxingu ma wiele sukcesów amatorskich i kilka zawodowych. Była mistrzynią świata w kick-boxingu w formule light kick w 2011. Pod okiem trenerki Agnieszki Turchan zdobywała seryjnie medale na krajowych i międzynarodowych imprezach. Ogółem trzykrotnie zdobywała mistrzostwo świata i mistrzostwo Europy. Wygrywała Puchar Świata i zdobyła złoty medal zawodów World Games 2017, które odbyły się we Wrocławiu w lipcu 2017. W tym samym roku zanotowała zawodowy sukces, odbierając pas mistrzowski Fight Exclusive Night, Róży Gumiennej, podczas gali FEN 19: Battle for Wrocław we Wrocławiu. 

## Kariera MMA
W maju 2018 zdobyła pas rosyjskiej organizacji Battle of Volga, pokonując Karinę Wasilenkę.
19 czerwca 2021 podczas gali Oktagon 25: Buday vs. Minda w Brnie zmierzyła się z Rizlen Zouak. Zwyciężyła jednogłośną decyzją sędziów.
W marcu 2022 roku podpisała kontrakt z francuską organizacją Ares Fighting Championship. Debiut dla tej federacji odnotowała 16 kwietnia tego samego roku w Paryżu. Przegrała wtedy niejednogłośnie na punkty z niepokonaną Norweżką, Ivaną Širić Petrović. 
5 listopada 2022 na gali Qadya MMA 2 w stolicy Egiptu (Kair), pokonała jednogłośną decyzją (3 x 29-28) zawodniczkę z Brazylii, Raylę Nascimento.
W lutym 2023 podpisała kolejny kontrakt, tym razem związując się z amerykańską organizacją Professional Fighters League. Podczas gali PFL Europe: 2023 Regular Season, która odbyła się 25 marca 2023 w Newcastle, uległa przez jednogłośną decyzję sędziowską (29-28, 29-28, 28-29) zawodniczce ze Szwecji, Cornelii Holm.
Następnie w sierpniu 2023 dołączyła do federacji Cave MMA, gdzie ogłoszono jej walkę z byłą zawodniczką UFC, Sarah Frotą. Miesiąc później podczas gali Cave MMA 3: Rave in the Cave przegrała z Brazylijką w drugiej rundzie przez poddanie.

## Osiągnięcia[2]

### Kick-boxing
- 2011: Mistrzyni świata w kick-boxingu (formuła light kick), Skopje (Macedonia)
- 2017: Złoty medal na Światowych Igrzyskach Sportowych (World Games) we Wrocławiu w kickboxingu (formuła K-1)
- Fight Exclusive Night
  - 2017: Mistrzyni FEN w kick-boxingu (formuła K-1)

### Mieszane sztuki walki
- Battle of Volga
  - 2018: Mistrzyni Battle of Volga w wadze koguciej

## Lista zawodowych walk w MMA
| Wynik     | Bilans | Przeciwnik (bilans przed walką) | Rozstrzygnięcie                            | Runda | Czas | Rozgrywki                            | Data       | Miejsce             | Uwagi                                                    |
| --------- | ------ | ------------------------------- | ------------------------------------------ | ----- | ---- | ------------------------------------ | ---------- | ------------------- | -------------------------------------------------------- |
| Przegrana | 6-7    | Sarah Frota (10-4)              | Poddanie (duszenie zza pleców)             | 2     | 3:42 | Cave MMA 3: Rave in the Cave         | 22.09.2023 | Grodzisk Mazowiecki |                                                          |
| Przegrana | 6-6    | Cornelia Holm (5-5)             | Decyzja (niejednogłośna)                   | 3     | 5:00 | PFL Europe 1: 2023 Regular Season    | 25.03.2023 | Newcastle           |                                                          |
| Wygrana   | 6-5    | Rayla Nascimento (9-8)          | Decyzja (jednogłośna)                      | 3     | 5:00 | Qadya MMA 2                          | 05.11.2022 | Kair                |                                                          |
| Przegrana | 5-5    | Ivana Širić Petrović (3-0)      | Decyzja (niejednogłośna)                   | 3     | 5:00 | Ares FC 5: Lapilus vs. Pena          | 16.04.2022 | Paryż               |                                                          |
| Przegrana | 5-4    | Lucie Pudilová (11-7)           | Decyzja (niejednogłośna)                   | 3     | 5:00 | Oktagon Prime 4: Macek vs. Mågård    | 06.11.2021 | Pardubice           | Co-Main Event                                            |
| Wygrana   | 5-3    | Rizlen Zouak (4-2)              | Decyzja (jednogłośna)                      | 3     | 5:00 | Oktagon 25: Buday vs. Minda          | 19.06.2021 | Brno                |                                                          |
| Przegrana | 4-3    | Lucie Pudilová (9-6)            | Decyzja (niejednogłośna)                   | 3     | 5:00 | Oktagon 21: Paradeiser vs. Buchinger | 30.01.2021 | Brno                |                                                          |
| Przegrana | 4-2    | Julija Stoliarenko (5-3-1)      | Poddanie (balacha)                         | 1     | 0:30 | Celtic Gladiator 24                  | 29.06.2019 | Bielsko-Biała       | Walka o pas mistrzyni Celtic Gladiator w wadze koguciej. |
| Wygrana   | 4-1    | Zaira Dyszekowa (7-2)           | Decyzja (jednogłośna)                      | 3     | 5:00 | Battle of Volga 10                   | 14.04.2019 | Togliatti           | Obroniła pas mistrzyni Battle of Volga w wadze koguciej. |
| Wygrana   | 3-1    | Karina Wasilenko (4-4)          | TKO (wysokie kopnięcie i ciosy w parterze) | 3     | 1:54 | Battle of Volga 4                    | 11.05.2018 | Samara              | Zdobyła pas mistrzyni Battle of Volga w wadze koguciej.  |
| Wygrana   | 2-1    | Julija Kucenko (3-3)            | Decyzja (jednogłośna)                      | 3     | 5:00 | Battle of Volga 3                    | 04.03.2018 | Togliatti           | Przejście do wagi koguciej (61,2 kg).                    |
| Wygrana   | 1-1    | Judyta Rymarzak (1-0)           | Poddanie (balacha)                         | 1     | 4:02 | Ladies Fight Night 8                 | 16.12.2017 | Łódź                | Waga musza (56,7 kg).                                    |
| Przegrana | 0-1    | Kamila Bałanda (1-1)            | Decyzja (jednogłośna)                      | 2     | 5:00 | Gala sportów walki w Stepnicy        | 09.08.2012 | Stepnica            | Limit umowny -68 kg.                                     |

## Lista walk w kickboxingu
| Wynik   | Bilans | Przeciwnik     | Rozstrzygnięcie       | Runda | Czas | Rozgrywki                  | Data       | Miejsce  | Uwagi                                        |
| ------- | ------ | -------------- | --------------------- | ----- | ---- | -------------------------- | ---------- | -------- | -------------------------------------------- |
| Wygrana | 2-0    | Dominika Filec | Decyzja (jednogłośna) | 3     | 3:00 | HFO: Aim High              | 13.06.2020 | Warszawa | Limit umowny -61 kg.                         |
| Wygrana | 1-0    | Róża Gumienna  | Decyzja (jednogłośna) | 3     | 3:00 | FEN 19: Battle for Wrocław | 14.10.2017 | Wrocław  | Zdobyła pas mistrzyni FEN w wadze piórkowej. |